# Рама Варма XIV
Рама Варма XIV — індійський монарх, який правив Кочійським царством від 1864 до 1888 року.

## Правління
Був надзвичайно слабким правителем і страждав від хвороб протягом усього свого правління. 1876 року Рама Варма був присутній на прийомі під час візиту принца Уельського Альберта Едуарда до Мадраса.
За відданість британській короні Рама Варма був нагороджений ступенем лицаря-командора ордена Зірки Індії.